# آندره کرتس

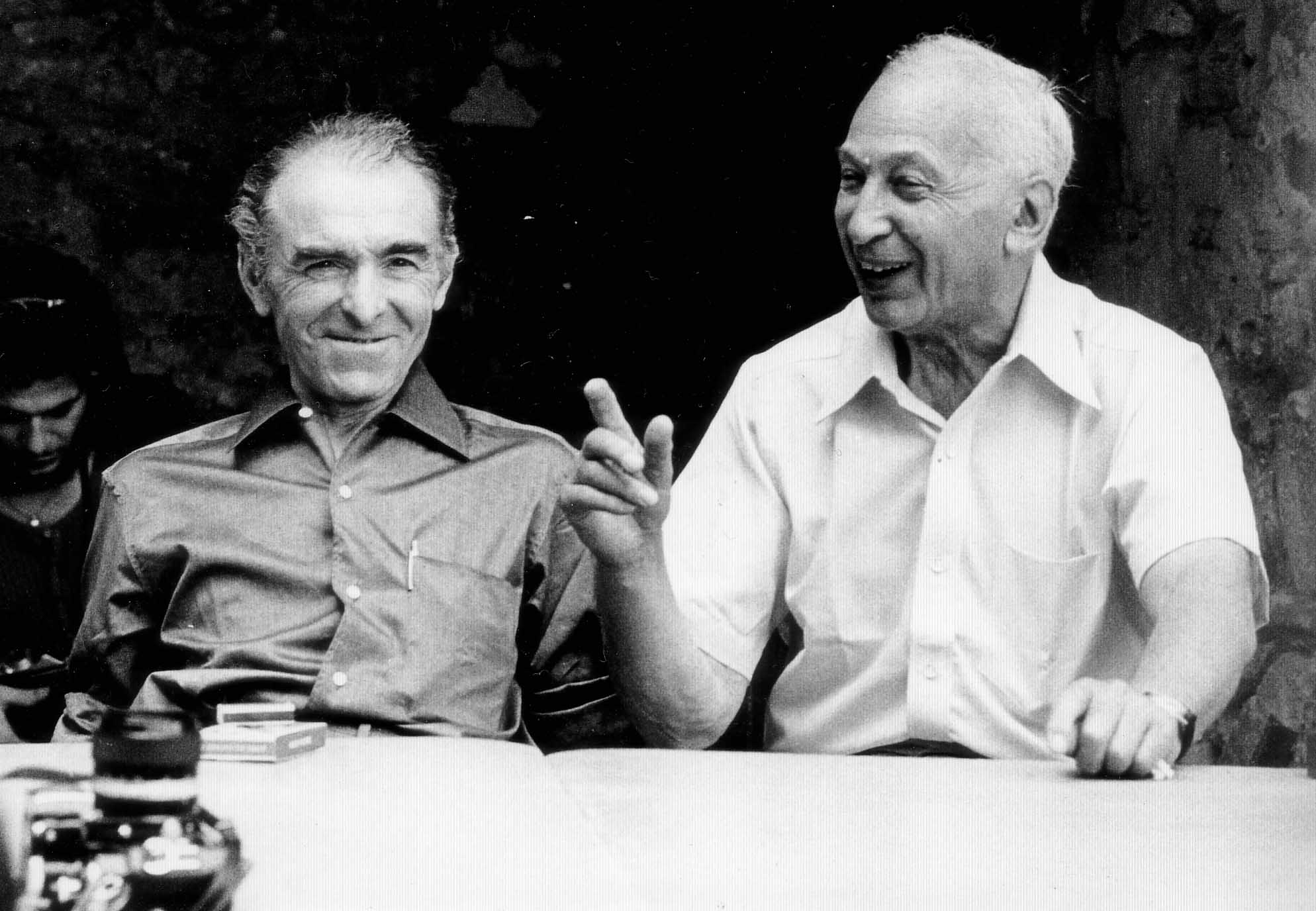
کرتس (راست) و روبر دوانو، در آرل، جنوب فرانسه، ۱۹۷۵

آندره کرتس (به مجاری: André Kertész) عکاس آمریکایی، مجارستانی‌الاصل است.

## زندگی
آندره کرتس در ۱۸۹۴ در بوداپست مجارستان زاده شد. با نخستین حقوقی که در شغل حسابداری بورس گرفت، یک دوربین عکاسی جعبه‌ای ارزان قیمت خرید که اتاقکی مکعب مستطیل داشت. یکی از نخستین عکس‌هایی که گرفت، تصویری به نام «مرد جوان بر خواب رفته» (۱۹۱۲) است که نشان می‌دهد وی از همان زمان تسلط کاملی بر این وسیله بیانی داشته‌است. سرانجام آنگاه که توانست دوربینی بخرد، علی‌رغم شناخت فنی اندکی که داشت، کاملاً برتصور خود از عکاسی واقف بود و موضوعاتش را به خوبی می‌شناخت. سال‌ها بعد، هنر عکاسی را به عنوان هنر تصویر کردن «رویدادهای کم‌اهمیت» توصیف کرد و هیچ عکاسی با اعتقادی بیش از او به این تعریف نرسید.
وی در سال ۱۹۸۵ درگذشت.

## عکس‌های معروف
- مرد جوان بر خواب رفته (۱۹۱۲)
- شناگر در زیر آب (۱۹۱۷)
- میدان واشینگتن (۱۹۵۴)
- نغمهٔ ویولون‌زن (۱۹۲۱)
- سربازان لهستانی
- پنجره (۱۹۲۸)
- تریستان تزارا (۱۹۲۶)